# Ivanečki Vrhovec
Ivanečki Vrhovec falu Horvátországban Varasd megyében. Közigazgatásilag Ivanechez tartozik.

## Fekvése
Varasdtól 17 km-re délnyugatra, községközpontjától 3 km-re keletre, a Bednja-folyó jobb partján fekszik.

## Története
1857-ben 107, 1910-ben 317 lakosa volt. 1920-ig Varasd vármegye Ivaneci járásához tartozott. 2001-ben 91 háztartása és 357 lakosa volt.

## Nevezetességei
Barokk utikápolna